# Internationella reaktioner mot Ryssland i samband med den rysk-ukrainska konflikten
Internationella reaktioner mot Ryssland i samband med den rysk-ukrainska konflikten har bland annat inneburit sanktioner av olika slag. Rysslands agerande gentemot Ukraina har alltsedan år 2014, då Ryssland annekterade Krim-halvön och meddelade att man stödde utbrytarrepublikerna Donetsk och Lugansk/Luhansk, lett till ekonomiska och diplomatiska reaktioner från inte minst ett antal västländer. FN:s generalförsamling röstade igenom en resolution[när?], och Rysslands fortsatta närvaro i Ukraina har lett till fortsatta sanktioner. År 2022 ledde Rysslands fullskaliga invasion av Ukraina till olika former av sanktioner från mellanstatliga samarbetsorgan som EU, Nato och OECD men också från länder i olika allianser, företag och kultur- och idrottsvärlden.

## Bakgrund
I slutet av 2013 utbröt en politisk och militär konflikt mellan Ryssland och Ukraina. Konflikten har skapat en orosstämning över stora delar av världen och Ryssland har sedan dess kritiserats för sina ageranden i samband med denna.
Grunden till konfliktens upptrappning var Ukrainas politiska omorienteringen från Ryssland mot Väst som blev ett faktum i februari 2014. Strax efter etablerades en utbrytarregim på Krim, med ryskt stöd, i syfte att området skulle bli en del av Ryssland. I mars 2014 fick så den ryska presidenten Vladmir Putin dumans tillåtelse att "skydda ryska medborgares säkerhet på halvön såväl som i övriga Ukraina". Detta ledde till stark kritik från EU, Nato och USA. Den 16 mars 2014 genomfördes en omröstning på Krim angående vilken statstillhörighet territoriet skulle komma att ha. Det officiella omröstningsresultatet var att 96,8 procent hade röstat för Krims anslutande till Ryssland, en uppgift som blvit allmänt ifrågasatt.
Annekteringen skedde utan vidare diskussioner i Rysslands duma[källa behövs]och trots en FN-resolution som antogs den 27 mars 2014 som tydligt motsatte sig denna unilaterala process. Enligt Rysslands president Vladimir Putin var annekteringen nödvändig för att skydda ryska medborgare och modersmålstalare på Krim och i sydöstra Ukraina. Krisen intensifierade de etniska klyftorna. Samtidigt stärkte Ryska federationen sin militära närvaro på Krim, i strid med gällande avtal. Den ryska svartahavsflottan blockerade i början av mars 2014 Kertjsundet, som utgör den enda infarten till Azovska sjön. Rysk militär fortsatte sedan med övertagande av ukrainska militäranläggningar på halvön, liksom ukrainska örlogsfartyg.[källa behövs]
Samtidigt och strax efter den ryska annekteringen av Krim pågick strider i länen Donetsk och Luhansk i östra Ukraina där separatister utropade dessa områden till folkrepubliker.
Åren 2014 och 2015 gjordes försök att trappa ner den spända situationen mellan Ryssland och Ukraina vilket resulterade i Minskavtalen. Av avtalen framgick att vapenstillestånd skulle råda samt att utbrytarregionerna Donetsk och Luhansk skulle få viss autonomi. Ukraina och Ryssland har dock haft olika syn på vad avtalen innebär.
Presidentvalet i Belarus den 9 augusti 2020 överskuggades av valfusk, protester och fängslanden av oppositionspolitiker. Detta ledde till att Belarus isolerades av västländerna och Belarus drevs mot Ryssland. Den 3 november 2021 skrev FOI att "Belarus (håller) på att förlora sina möjligheter att hävda sin egen suveränitet och utrikespolitiska manöverutrymme."
Den 10 februari 2022 inledde Ryssland och Belarus en gemensam militärövning i Belarus, nära den ukrainska gränsen, som enligt Natos uppskattning bland annat omfattade 30 000 ryska soldater. Övningen beräknades pågå under 10 dagar.
Ryska trupper fanns den 16 mars 2022 kvar i Belarus och Belarus har kommit att användas som en av utgångspunkterna för Rysslands invasion i Ukraina.
Den 28 februari 2022 uttryckte representanter för det amerikanska försvaret oro för att även Belarus skulle gå in i Ukraina med sin militär och således bli en aktiv part i kriget, detta förutom att Belarus upplåtit sitt territorium till ryska styrkor. Det var samma dag som Belarus meddelade att man tillåter Ryssland att förvara kärnvapen på belarusisk mark.

### Relationer med omvärlden

#### Ryssland
Rysslands relation med EU var under en tid relativt god. Ryssland beskrevs som en strategisk partner och samarbete skedde bland annat i samband med kärnteknikavtalet med Iran, Israel- och Palestina konflikten. Ryssland beskrevs också som en viktig handelspartner fram till år 2019 då Europaparlamentet tog avstånd från Ryssland med anledning av den pågående konflikten med Ukraina.
Rysslands gradvis försämrade relationer till omvärlden accentuerades i februari 2022 i och med den inledda ryska invasionen. Denna ledde till fördömanden från stora delar av världen och många länder införde omfattande sanktioner mot Ryssland.[källa behövs]

#### Belarus
Även Belarus har haft ett samarbete med västvärlden. Till exempel har ett samarbete funnits med Nato sedan år 1992 som sedan utvecklats över tid fram till år 2018. Samarbetet med EU har dock varit problematiskt och Belarus har varit ålagda restriktioner sedan år 2004.

## Reaktioner
Omvärlden har reagerat kraftigt på Rysslands hot mot säkerhetsordningen. Redan i samband med den ryska annekteringen av Krim-halvön år 2014 införde USA, EU och andra länder sanktioner mot Ryssland. De breda sanktionerna mot Ryssland har haft syftet att avskräcka landet samt skada den ryska ekonomin och förtroendet för Rysslands president Vladimir Putin. Nya sanktioner infördes också under år 2015. Sanktionerna var målinriktade för att få effekt och inriktades primärt mot den ryska ledningen och därefter infördes sanktioner mot Krim-halvön för att göra annekteringen ekonomiskt kännbar för Ryssland, innan det slutligen infördes finansiella sanktioner mot större ryska företag och banker. Ukraina har också mottagit visst militärt stöd, i huvudsak i form av försvarsmateriel.
De sanktioner som EU och USA införde mot Ryssland år 2014 i form av importstopp från Krim-halvön och sanktioner mot enskilda individer och företag beräknas ha minskat Rysslands BNP med 2,4 % fram till år 2017.
Ryssland har svarat med att utöka sin valutareserv, minska användningen och beroendet av amerikanska dollar, stabilisera statsfinanserna, minska importberoendet från väst genom importsubstitution från Asien samt minska behovet av utländska investerare. Dessutom har Ryssland infört motsanktioner mot EU bland annat på livsmedel.
Generellt gäller att sanktioner blir mindre effektiva ju längre de används eftersom aktörerna som drabbas av sanktionerna tenderar att anpassa sig till de omständigheter som råder. Dessutom har Ryssland gjort en ansträngning efter de sanktioner som lades i mitten av 2010-talet. Detta för att bättre kunna stå emot internationella sanktioner. Det finns således en risk att sanktionerna som läggs under år 2022 inte får avsedd effekt.
EU, USA, Storbritannien och Kanada införde efter Rysslands invasion av Ukraina sanktioner mot Rysslands finans-, energi- och transportsektorer, däribland överflygningsförbud för ryska flygbolag. Svenskt Näringsliv skrev efter att nya sanktionerna under början av 2022 införts att "Den nya verkligheten innebär att handel med Ryssland i princip är omöjlig" och "Det går knappt att föra in eller ut varor från och till Ryssland. Ovanpå de brutna flygförbindelserna så har containerfartygen slutat angöra ryska hamnar, vilket kanske är ännu viktigare".

### FN

#### FN:s generalförsamling
FN:s generalförsamling röstade i början av mars 2022, på ett extraordinärt insatt möte, med överväldigande majoritet för att fördöma den ryska invasionen. Endast fem länder röstade emot – diktaturerna Ryssland, Syrien, Nordkorea, Belarus och Eritrea. Senare, den 7 april 2022 röstade församlingen för att utesluta Ryssland från FN:s råd för mänskliga rättigheter (UNHRC) I omröstningen röstade 93 länder för uteslutning och 24 länder emot, däribland Ryssland, Kina, Kuba, Nordkorea, Iran och Syrien. 58 länder avstod från att rösta. Det var den tredje resolutionen om Ukraina sedan Rysslands invasion den 24 februari.

#### FN:s säkerhetsråd
Den 25 februari 2022 höll FN:s säkerhetsråd en omröstning om att anta en resolution som skulle tvinga Ryssland att dra tillbaka sina trupper från Ukraina. I omröstningen använde Ryssland sitt veto för att resolutionen inte skulle antas. 11 av 15 länder röstade för antagandet och 3 länder,  Kina, Indien och Förenade Arabemiraten, lade ner sina röster.

#### FN:s råd för mänskliga rättigheter
Den 4 mars 2022 antog FN:s råd för mänskliga rättigheter en resolution om att inrätta en kommission för att utreda våldet i samband med Rysslands militära attack mot Ukraina.

#### Internationella brottmålsdomstolen
Efter Rysslands invasion lät chefsåklagaren vid den internationella brottmålsdomstolen (ICC) den 28 februari 2022 meddela att han har för avsikt att gå vidare med en begäran om att påbörja en undersökning om eventuella krigsförbrytelser. Insamling av bevis hade påbörjats. Enligt rapporter till FN har Ryssland bland annat använt klusterbomber i kriget.

### OECD
Efter annekteringen av Krim har Rysslands ansökan om medlemskap i OECD pausats av OECD. Den 24 februari 2022 fördömde OECD den ryska invasionen och beslutade att avsluta den ryska ansökan till OECD som pausats redan år 2014. Dessutom skulle OECD:s kontor Moskva stängas liksom att ryska företrädare förbjöds att delta på möten i OECD:s organ. Det meddelades även alla utbetalningar till Ryssland i olika projekt skulle stoppas. Dessutom skulle visst stöd utgå för att stötta den demokratiskt valda regeringen i Ukraina.

### EU

#### EU-kommissionen
Den 26 februari 2022 fattade EU beslut om  sanktioner mot både Ryssland och Belarus. Efter beslutet fanns det 877 personer på listan över individer med sanktioner kopplade till Rysslands invasion av Ukraina. Sanktionerna omfattade bland annat inreseförbud i EU och frysta tillgångar i EU. Därtill kom även begränsningar för visumansökan för till exempel ryska diplomater. Det tillkom också sanktioner mot finanssektorn, energisektorn och ett handelsembargo. Dessutom hade EU beslutat att inte bidra till Rysslands medlemskap i WTO. Även Belarus drabbades av ökade sanktioner. Per den 29 september 2022 hade listan över individer med sanktioner kopplade till Rysslands invasion av Ukraina utökats till att omfatta 1 206 personer.
Enligt Svenska Dagbladet meddelade EU-kommissionens ordförande Ursula von der Leyen den 1 mars 2022 att EU kommer att finansiera vapen till Ukraina och dessutom stänga av de ryska nyhetsmedierna RT och Sputnik från att sända inom EU. Den 4 mars meddelade sedan kommissionen att man avbryter samtliga program som var planerade i samarbete med Ryssland och Belarus, samt att man stoppar betalningar till dessa två länder motsvarande 178 miljoner euro till Ryssland samt 257 miljoner euro till Belarus.
Den 11 mars 2022 presenterade von der Leyen ett nytt sanktionspaket som infördes i samarbete med G7-länderna. Sanktionerna skulle omfatta handel, tillträde till marknader, medlemskap i internationella finansinstitutioner, tillgång till kryptovalutor, export av lyxvaror samt stål- och energisektorn. Samtidigt meddelades att runt 40 länder hade infört sanktioner mot Ryssland med anledning av invasionen.

#### Europeiska rådet
Den 24 februari beslutade Europeiska rådet att fördöma den ryska attacken på Ukraina samtidigt som man fattade beslut om sanktioner mot Rysslands finanssektor, energi- och transportsektorer samt produkter med dubbla användningsområden. Man införde även restriktioner kring exportkontroll och exportfinansiering och viseringspolitik samtidigt som ytterligare ryska personer uppfördes på listan över individer som omfattas av sanktioner, och nya kriterier för uppförande på denna lista infördes.
I en debatt i Europeiska rådet den 1 mars 2022 kallade rådets ordförande Charles Michel invasionen för "geopolitisk terrorism" och manade till samtal. Den 2 mars 2022 beslutade Europeiska rådet att införa sanktioner mot ytterligare 22 stycken högt uppsatta medlemmar av belarusisk militär personal på grund av landets "deltagande i det pågående oprovocerade och oberättigade militära angreppet mot Ukraina".
I mars 2022 infördes EU-sanktioner mot statsägda RT:s och Sputniks sändningar inom EU efter den ryska invasionen i Ukraina. Orsaken var den desinformation RT spred i sina nyhetsprogram. Samtliga internetleverantörer har sedan dess blockerat kanalen i sina utbud. RT har från många håll kritiserats för att vara Kremlvänlig och propagandistisk i sin utrikesrapportering. År 2014 var kanalen inblandad i kontroverser beträffande sin bevakning av Krimkrisen och konflikten i östra Ukraina. EU motiverade detta genom uttalandet att "Systematisk informationsmanipulering och desinformation från Kreml tillämpas som ett operativt verktyg i Rysslands angrepp mot Ukraina. Det utgör också ett betydande och direkt hot mot EU:s allmänna ordning och säkerhet. I dag vidtar vi en betydelsefull åtgärd mot Putins manipulationsverksamhet och stänger kranen för ryska statskontrollerade medier i EU. Vi har redan tidigare infört sanktioner mot RT:s ledning, bland annat mot redaktionschefen Margarita Simonjan, och det är helt logiskt att vi också riktar in oss på den verksamhet som organisationerna har bedrivit i vår union."
Europeiska rådet beslutade den 2 mars 2022 att sju ryska banker skulle stängas av från det internationella SWIFT-samarbetet för internationella betalningar. Dessa var landets näst största bank VTB, Bank Otkritie, Novikombank, Promsvjazbank, Bank Rossija, Sovcombank och VEB. Sberbank (landets största bank) och Gazprombank inkluderades inte i bortkopplingen; båda bankerna hanterar betalningar för den ryska gasexporten till bland annat europeiska länder. Trots sanktioner fortgår dock omvärldens handel med till exempel rysk gas och olja. Bland annat har ryska banker som underlättar handeln med rysk gas och olja fått behålla sin tillgång till det internationella betalningssystemet SWIFT.
Den 9 mars 2022 beslutade Europeiska rådet om åtgärder med inriktning på den belarusiska finanssektorn. Exempel på sådana åtgärder var att begränsa tillhandahållandet av betalningssystemet Swift för tre belarusiska banker och att transaktioner med Belarus centralbank förbjöds. Dessutom beslutades om åtgärder kopplade till "export av sjöfartsvaror och radiokommunikationsteknik till Ryssland".
Europeiska rådet meddelade den 15 mars att ett fjärde åtgärdspaket skulle införas. Dessa skulle riktas mot "den ryska ekonomin och enskilda ryska personer". Åtgärderna inkluderade bland annat förbud mot  nya investeringar i Rysslands energisektor och  omfattande exportrestriktioner för utrustning, teknik och tjänster för energiindustrin.
Mot bakgrund av de "illgärningar som den ryska militären begått i staden Butja och andra platser under rysk ockupation" meddelades ett femte åtgärdspaket med sanktioner den 8 april 2022. Detta paket innehöll bland annat "förbud mot att köpa, importera eller överföra kol och andra fasta fossila bränslen till EU om de har sitt ursprung i Ryssland eller exporteras från Ryssland" och förbud riktade mot den ryska transportsektorn.
Den 6 juni presenterade Europeiska rådet det sjätte åtgärdspaketet som innebar att fler ryska och belarusiska banker utestängdes från Swift, fler ryska TV- och radiokanaler utestängdes från att sända inom EU och ett förbud mot "inköp, import och överföring av råolja och vissa petroleumprodukter från Ryssland till EU". Det sjunde åtgärdspaketet presenterades den 21 juli 2022 och riktades primärt mot Rysslands näst viktigaste export efter energi, ryskt guld.

### NATO
År 2014 avslutade Nato det praktiska samarbetet med Ryssland som en direkt följd av Rysslands annektering av Krim-halvön. Annekteringen ledde också till att Nato genomfölrde den största militära kapacitets-ökningen sedan kalla kriget och trupper placerades i Polen, Estland, Lettland, Litauen och Rumänien. Även Natos medlemsländer har i början av 2022 infört ekonomiska sanktioner mot Ryssland.

### USA
Redan år 2014 påbörjade USA ett arbete med att stödja Ukraina, bland annat i syfte att hjälpa landet motstå ryska påtryckningar. Under Donald Trumps presidentskap ökade försvarsstödet till Ukraina, tillsammans med ett ökande tryck gentemot Ryssland.
För första gången sedan konflikten uppstod godkände USA i mars 2018 försäljning av avancerade pansarvärnsvapen till Ukraina. I oktober samma år genomförde dessutom USA tillsammans med sju andra Nato-länder och Ukraina flygövningar över västra Ukraina.[källa behövs]
Den 24 februari 2022 infördes sanktioner riktade mot Ryssland och det framfördes att ett samarbete gällande riktade sanktioner skedde i samarbete med EU, Kanada, Storbritannien, Australien och Japan. De amerikanska sanktionerna omfattade  total blockad för de största ryska  finansinstituten för tillgång till det amerikanska banksystemet det innebar bland annat att deras tillgångar i USA blev frusna. I sanktionerna som presenterades ingick också skuld- och egetkapitalrestriktioner för tretton av de mest kritiska stora ryska företagen och enheterna, fler ur den ryska eliten och deras familjer belades med fullständiga blockeringssanktioner, och den ryska militären belades med svepande restriktioner för att slå ett slag mot Putins militära och strategiska ambitioner.
Vidare ströps Rysslands import av tekniska varor som ansågs vara avgörande för en diversifierad ekonomi och Putins förmåga att projicera makt samt att man, I samarbete med andra länder, ströp  mer än 50 miljarder dollar i viktiga insatser till Ryssland - vilket hade för avsikt att begränsa bland annat Rysslands produktion.
Vita huset presenterade även sanktioner mot Belarus vilka bestod i sanktioner mot 24 belarusiska individer och enheter, vilka inriktades på Belarus militära och finansiella kapacitet. Detta implementerades i form av sanktioner mot två belarusiska statsägda banker, nio försvarsföretag och sju regimanslutna tjänstemän och eliter.
I början av mars 2022 meddelade USA att man stoppar all import av olja och gas från ryska källor.
Den 9 mars 2022 gjorde talespersonen för U.S State Department ett uttalande där han anklagade Ryssland för användning av biologiska och kemiska vapen och i samma uttalande så tillbakavisade han Rysslands anklagelser om att USA skulle ha bistått Ukraina med sådana vapen.

### Storbritannien
Efter Storbritanniens utträde ur EU valde Storbritannien att fortsätta med sanktioner mot både Ryssland och Belarus. De åtgärder som sattes in år 2019 trädde fullt ut i kraft den 31 december 2020.
Storbritannien meddelade i början av mars 2022 att all rysk olja ska fasas ut under år 2022.

### Tyskland
Efter den ryska invasionen av Ukraina beslutade Tyskland att inte ge licens för att gasledningen mellan Ryssland och Tyskland, Nord Stream 2, ska kunna brukas. Redan i samband med att Ryssland erkände ukrainska utbrytarrepubliker, innan invasionen, valde Tyskland att pausa licensieringen. I början av mars kom uppgifter om att bolaget skulle begäras i konkurs, men dessa dementerades sedan och istället skulle ett hundratal anställda sägas upp.

### Georgien och Moldavien
Som ett resultat bland annat av Rysslands aggression mot Ukraina undertecknade Georgiens premiärminister en ansökan om medlemskap i EU för Georgien den 3 mars 2022, rapporterade Svenska Dagbladet. Även Moldavien undertecknade en ansökan om EU-medlemskap samma dag.

### Norden

#### Sverige
Sveriges statsminister kallade den ryska invasionen för oprovocerad, olaglig och oförsvarlig.

#### Finland
Även Finland betraktar den ryska annekteringen av Krim som olaglig. I och med konflikten i östra Ukraina har Finland infört vissa sanktioner mot Ryssland, exempelvis är det förbjudet att exportera till eller importera militär utrustning från Ryssland.

### Företag
Ett antal företag hemmahörande i västvärlden har sedan invasionen dragit ner eller avslutat sin verksamhet i Ryssland. 

#### Butiker
Ikea, med 15 000 anställda i Ryssland och Belarus, har stängt ner sin verksamhet och har genom Ikea Foundation dessutom gått ut med att man donerar 20 miljoner euro till stöd för ukrainska flyktingar utöver de donationer som tidigare getts av Ikea-koncernen. Även H&M meddelade i början av mars att de lämnar Ryssland.

#### Restaurang- och livsmedel
Carlsberg meddelade i början av mars att de lämnar Ryssland
Fram till 9 mars hade även McDonald's, Starbucks och Coca-Cola valt att avsluta sina verksamheter i Ryssland. Pepsico drog samtidigt ner sin verksamhet i landet.

#### Teknik- och industrisektorn
Det amerikanska elbilsföretaget Tesla reagerade genom att öppna sina supercharger-stationer i polska regioner nära Ukraina för gratis laddning, och även för bilar från andra tillverkare. BP och Shell meddelade I början av mars 2022 att de slutar köpa rysk olja.
Det amerikanska bolaget Microsoft meddelade att man fördömer den ryska attacken på Ukraina och att man samarbetar med företrädare för både NATO och USA. Även till exempel Oracle, SAP och Accenture vidtog liknande åtgärder, rapporterade Reuters i början av mars 2022. De japanska bolagen Nintendo och PlayStation meddelade att all handel med Ryssland stoppas efter den ryska invasionen.

#### Kommunikation och internet
Det amerikanska rymd- och internetföretaget Spacex öppnade sin satellitbaserade  internet-tjänst Starlink för Ukraina och levererade ett antal basstationer till landet rapporterade Reuters den 27 februari 2022 samt Aftonbladet några dagar senare.

#### Finanssektorn
Sberbanks aktievärde på Londonbörsen föll, i samma veva som Europeiska rådet meddelade restriktioner mot banken, med 5 procent av värdet en vecka tidigare. Liknande börsras drabbade även de ryska energibolagen Gazprom, Lukoil och Novatek. 
Aktiebörsen i Moskva stängdes den 25 februari 2022, som en följd av Rysslands invasion i Ukraina, samt omvärldens reaktioner på den, även på finansmarknaden. Stängningen var ett försök att stoppa spekulation och ytterligare börsras. Stängningen pågick åtminstone till den 18 mars  – det längsta stoppet i Moskvabörsens historia.
Den 6 mars beslutade bland andra betal- och kreditkorts-organisationerna Amex, Visa och Mastercard att avsluta sina samarbeten med ryska kortutgivare, inklusive ryska säljföretag som tidigare accepterat dessa kort. Detta betyder att alla transaktioner i Ryssland eller med i Ryssland utgivna kort från dessa organisationer planerades att avstanna under "de närmaste dagarna".

#### Medier
Enligt CNN meddelade Netflix söndagen den 6 mars 2022 att man kommer att upphöra att sälja och tillhandahålla sin video-strömnings-tjänst i Ryssland för tillfället. Redan tidigare hade Netflix stoppat inspelningar av nytt material som hade startats i Ryssland, på grund av kriget.
Vissa filmbolag i Hollywood har också meddelat att man skjuter upp lanseringen av nya filmer i Ryssland.

### Övriga organisationer
De internationella reaktionerna på konflikten har varit hårda, med en avstängning av Ryssland och Belarus, som Rysslands allianspartner, från en stor mängd internationella idrotts- och musikevenemang.

#### Kultur
Ryssland har utestängts från att delta i 2022 års Eurovision Song Contest, rapporterar Sveriges Radio.
Den rysk-österrikiska sopranen Anna Netrebko, som mottog Polarpriset 2020, har blivit kritiserad för sitt stöd till de ryskstödda separatisterna i Donetsk. I samband med Rysslands invasion av Ukraina 2022 har Netrebko i olika sammanhang blivit entledigad eller själv valt att avstå från att framträda, rapporterade The Guardian den 3 mars 2022. Bayerska statsoperan har "på grund av Rysslands fruktansvärda anfallskrig mot Ukraina och bristen på tillräckligt avståndstagande" valt att avsluta samarbete med Netrebko och dirigenten Valerij Gergijev.[källa behövs]

#### Sport och idrott
Flera internationella evenemang, som ursprungligen var förlagda till Ryssland, har flyttats eller ställts in, liksom ryska idrottare har uteslutits från tävlingar eller tvingas tävla under neutral flagg.  
Internationella skidförbundet, Fis, meddelade den 1 mars 2022 att ryska och belarusiska idrottare stängs av. Även avslutningen av Världscupen i längdåkning flyttas från Ryssland.[källa behövs]
Rysslands och Belarus paralympier är ålagda att tävla i paralympiska vinterspelen 2022 under neutral flagg vilket bland annat innebär att nationsflaggor måste skylas samt att paralympierna inte får delta i medaljligan.
Både Fifa och Uefa fattade den 28 februari 2022 beslut om att suspendera både ryska landslaget och ryska klubbar från fotbollsmatcher tills vidare. Uefa har även beslutat att flytta Champions League-finalen år 2022 från Ryssland till Frankrike med anledning av den ryska invasionen i Ukraina.
Måndagen den 7 mars beslutade den nordamerikanska ishockeyligan NHL att avbryta alla kontakter med den Rysslandsdominerade ligan KHL, som ett resultat av Rysslands invasion. Detta innebar att spelaragenter från KHL – eller baserade i Ryssland – fråntogs rätten att förhandla med NHL-representanter, och att allt matchutbyte mellan lag från de två ligorna avbröts.
Internationella simförbundet, Fina, har beslutat att ryska och belarusiska simmare får tävla under neutral flagg.
Internationella judoförbundet meddelade den 7 mars 2022 att Rysslands president Vladimir Putin fråntas titeln som hedersordförande i förbundet permanent, rapporterade Svenska Dagbladet.
Dessutom har ryska och belarusiska idrottare stängts av, tvingas tävla under neutral flagg eller idrottsevenemang flyttats från Ryssland inom badminton, bandy, bilsport, bordtennis, boxning, curling, friidrott, innebandy, handboll, konståkning, orientering, och volleyboll.

#### Demonstrationer

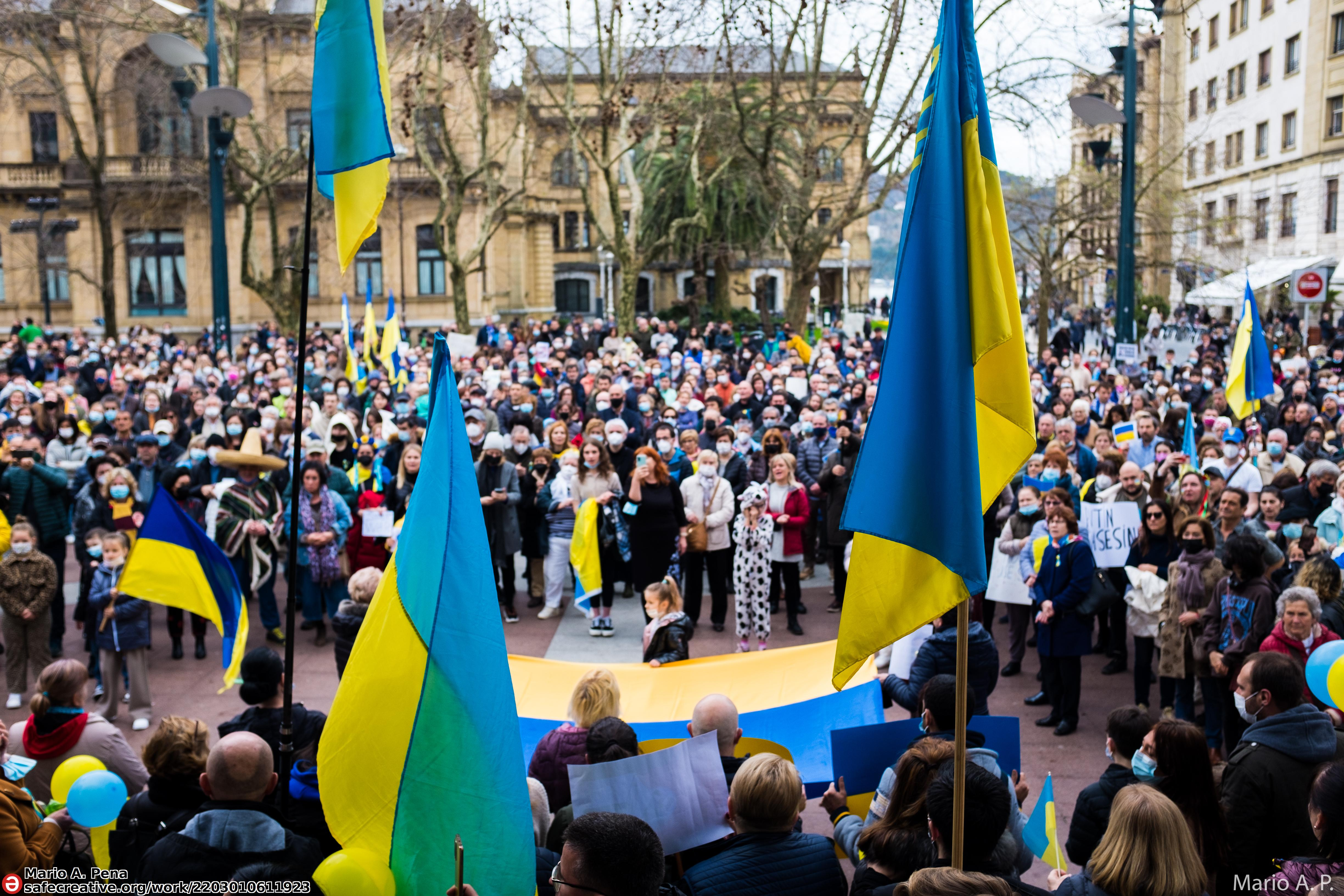
Demonstration för Ukraina i Spanien den 27 februari 2022.

Efter invasionen har pro-ukrainska protester förekommit i hundratals städer över hela världen och i alla världsdelar. Demonstrationer mot Rysslands agerande har genomförts i ett antal länder:
- Sverige- Demonstration på Norrmalmstorg i Stockholm den 26 februari 2022 mot den ryska invasionen av Ukraina. Demonstrationen samlade runt 500 personer.[86] En liknande demonstration på samma plats hölls den 5 mars och samlade då runt 300 personer.[87]
- Polen- Demonstration i Warszawa den 20 februari 2022 samlade hundratals demonstranter.[88]
- Spanien- Demonstration i Madrid den 20 februari 2022 samlade ungefär 500 demonstranter, varav många var ukrainare.[88]
- Tyskland- Demonstration i Berlin den 13 mars 2022 samlade 30 000 personer, rapporterade Reuters.[89] Tidigare, den 27 februari 2022, hade en demonstration mot Ryssland samlat 100 000 demonstranter runt om i Berlin.[90]

## Populationsförflyttningar
Som resultat av Rysslands agerande mot Ukraina har ett antal flyktings- och vandringsströmmar uppstått:

### Ukrainska flyktingströmmar
Den 18 mars, drygt tre veckor efter invasionen, uppskattade FN:s flyktingorgan UNHCR att ungefär 3,39 miljoner personer har lämnat Ukraina. UN Office for the Coordination of Humanitarian Affairs, UNOCHA, beräknade den 18 mars att det därutöver fanns knappt 6,5 miljoner internflyktingar i Ukraina.

### Inströmning av frivilliga till Ukraina
Enligt uppgifter från Kiev har 20 000 personer från 52 länder, bland annat Sverige, USA och Storbritannien, valt att ansluta till Ukrainas armé den 9 mars 2022. Detta efter en officiell vädjan från Ukraina om stöd.
Enligt uppgifter från den ukrainska gränspolisen, State Border Guard Service of Ukraine, hade 320 000 frivilliga återvänt till Ukraina från utlandet för att stötta sina landsmän fram till den 17 mars 2022.

### Utvandring från Ryssland
Det finns ett antal rapporter om att invandringen till bland annat Finland från Ryssland hade ökat markant de dagarna efter invasionen, till viss del även förstärkt av rykten att Putin-regimen förbereder att stänga gränserna för utresor ur Ryssland. Finlands inrikesminister sa dock i en kommentar till finska Yle den 7 mars 2022 att "Det anländer lite fler personer från Ryssland för tillfället, men inte fler än före pandemin".